# François-Georges Pariset

François-Georges Pariset présente L'Art classique, paru aux PUF en 1965

François-Georges Pariset, né le 10 février 1904 à Nancy, mort le 9 novembre 1980 à Bordeaux, est un historien de l'art français, spécialiste de l'art lorrain du XVIIe siècle et de l'architecture bordelaise du XVIIIe siècle. Il a enseigné l'histoire de l'art à la Faculté des Lettres de Bordeaux de 1952 à 1974.

## Biographie
Fils de Georges Pariset (1865-1927), professeur d'histoire moderne à la Faculté des Lettres de Nancy et de Strasbourg, spécialiste de la Réforme comme de la Prusse au XVIIIe siècle, François-Georges Pariset fait ses études à Strasbourg, au lycée Fustel-de-Coulanges, puis à la Faculté des Lettres, où il suit les cours d'histoire de Marc Bloch et de Lucien Febvre, et les cours d'histoire de l'art assurés par Samuel-Elie Rocheblave (1854-1944). Son cursus s'achève par l'obtention d'une licence d'histoire et géographie.
En août 1927, il est reçu à l'agrégation d'histoire et de géographie (classé 8e).
De 1929 à 1939, il est successivement professeur aux lycées de Bar-le-Duc, de Haguenau et au lycée Fustel-de-Coulanges de Strasbourg. Il enseigne aussi au lycée Carnot à Paris.
Au cours de l’année 1931-1932, il obtient un détachement comme professeur à l'Institut français de Berlin. Il est boursier Lavisse en 1934-1935.  
Entre 1942 et 1945, il est assistant à l'Institut d'Art et d'Archéologie. Il obtient son doctorat ès lettres en juin 1947, sous la présidence de Pierre Lavedan. Ce dernier est le rapporteur de la thèse principale. Louis Réau est le rapporteur de la thèse secondaire. Ses travaux de thèse, consacrés au peintre Georges de La Tour, sont en partie publiés en 1948 aux éditions Henri Laurens.
En octobre 1952, il est nommé maître de conférences d'histoire de l'art à la Faculté des Lettres de Bordeaux. En janvier 1954, il obtient le titre de professeur sans chaire, puis celui de professeur à titre personnel en mai 1955, poste qu'il occupe jusqu'en 1974.
Il est docteur honoris causa de l'université de Hambourg.
Ses recherches ont d'abord été consacrées à la Renaissance en Alsace (Mathias Grünewald, Tobias Stimmer, Hans Baldung Grien) et aux peintres et graveurs lorrains (Jacques de Bellange, Claude Deruet, Jean Le Clerc, Georges Lallemant).
Un intérêt particulier pour Georges de la Tour se manifeste dès 1935, avec l'article « Note sur Georges de la Tour » (Gazette des Beaux-Arts). La publication de sa thèse marque un jalon dans la connaissance du peintre, auquel Pariset ne cesse de s'intéresser tout au long de sa carrière. En 1955, il joue un rôle de premier plan dans l'identification de La Femme à la puce, tableau de Georges de La Tour acquis en 1958 par le Musée Lorrain. Le dernier d'une longue série d'articles, « Georges de la Tour : réflexions sur l'artiste et son œuvre », est publié dans Le Pays lorrain en 1976.
L’histoire de l'architecture bordelaise, en particulier du XVIIIe siècle, constitue une autre orientation de ses recherches. On lui doit plusieurs études consacrées à Victor Louis ainsi que le catalogue de ses dessins (1980). François-Georges Pariset dirige également la publication du tome V (1968) et contribue à la rédaction du tome VI (1969) de l’Histoire de Bordeaux (Charles Higounet et alii, Bordeaux, Delmas, 1962-1972, 6 vol.). 
François-Georges Pariset a été membre de la Société de l'histoire de l'art français (président en 1957) et de la Société Archéologique de Bordeaux, président de l'Académie nationale de Bordeaux (1977), vice-président puis président de la Société d'histoire moderne (1980), vice-président de la Société française d'études du XVIIIe siècle.
Il a été membre du Syndicat de la Presse artistique, du Comité national et du Comité International d'Histoire de l'art, de la Société du XVIIIe siècle et de la Société de l'histoire du protestantisme. Il a été trésorier de l'Association des Professeurs d'Archéologie et d'Histoire de l'art des Universités (APAHAU).
Il est chevalier de la légion d’honneur.

## Publications
- Georges de La Tour, Paris, Éditions Henri Laurens, 1948
- L'Art classique, Paris, PUF, 1965
- (direction d’ouvrage) : Histoire de Bordeaux, vol. 5, Bordeaux au XVIIIe siècle, Bordeaux, Delmas, 1968
- L'art néo-classique, Paris, PUF, 1974

## Documentation
Ses archives sont déposées à l'Institut national d'histoire de l'art.